# Zovenj
Zovenj (persiska: زَنَج, زُنج, زَنِچ, زونج) är en ort i Iran.   Den ligger i provinsen Kurdistan, i den nordvästra delen av landet, 400 km väster om huvudstaden Teheran. Zovenj ligger 1 499 meter över havet och antalet invånare är 741.
Terrängen runt Zovenj är kuperad åt nordost, men åt sydväst är den bergig. Runt Zovenj är det ganska tätbefolkat, med 60 invånare per kvadratkilometer. Närmaste större samhälle är Sarvābād, 14,7 km väster om Zovenj. Trakten runt Zovenj består i huvudsak av gräsmarker.